# Hide (The Bloody Beetroots)
Hide (stilizzato HIDE) è il secondo album in studio dei Bloody Beetroots, uscito il 16 settembre 2013 per la Ultra Records.
È presente il remix di Volevo un gatto nero, canzone dello Zecchino d'Oro 1969.

## Tracce
1. Spank (feat. Tai & B.More)
2. Raw (feat. Tommy Lee dei Mötley Crüe)
3. Runaway (feat. Greta Svabo Bech)
4. Chronicles of a Fallen Love (feat. Greta Svabo Bech)
5. The Furious (feat. Penny Rimbaud)
6. Out of Sight (feat. Paul McCartney & Youth)
7. Albion (feat. Junior)
8. Reactived
9. All the Girls (Around the World) (feat. Theophilus London)
10. Please Baby (feat. P-Thugg of Chromeo)
11. Glow in the Dark (feat. Sam Sparro)
12. The Source (Chaos & Confusion)
13. The Beat (feat. Peter Frampton)
14. Rocksteady (The Bloody Beetroots vs. Gigi Barocco)
15. Volevo un gatto nero(You Promised Me) (feat. Gigi Barocco)